# Anobrium luridum
Anobrium luridum är en skalbaggsart som först beskrevs av Stefan von Breuning 1940.  Anobrium luridum ingår i släktet Anobrium och familjen långhorningar. Inga underarter finns listade i Catalogue of Life.